# Mercado de Casa Amarela
O Mercado público de Casa Amarela é um dos principais mercados da cidade do Recife. Foi inaugurado em 9 de novembro de 1930 e situa-se no bairro de Casa amarela.

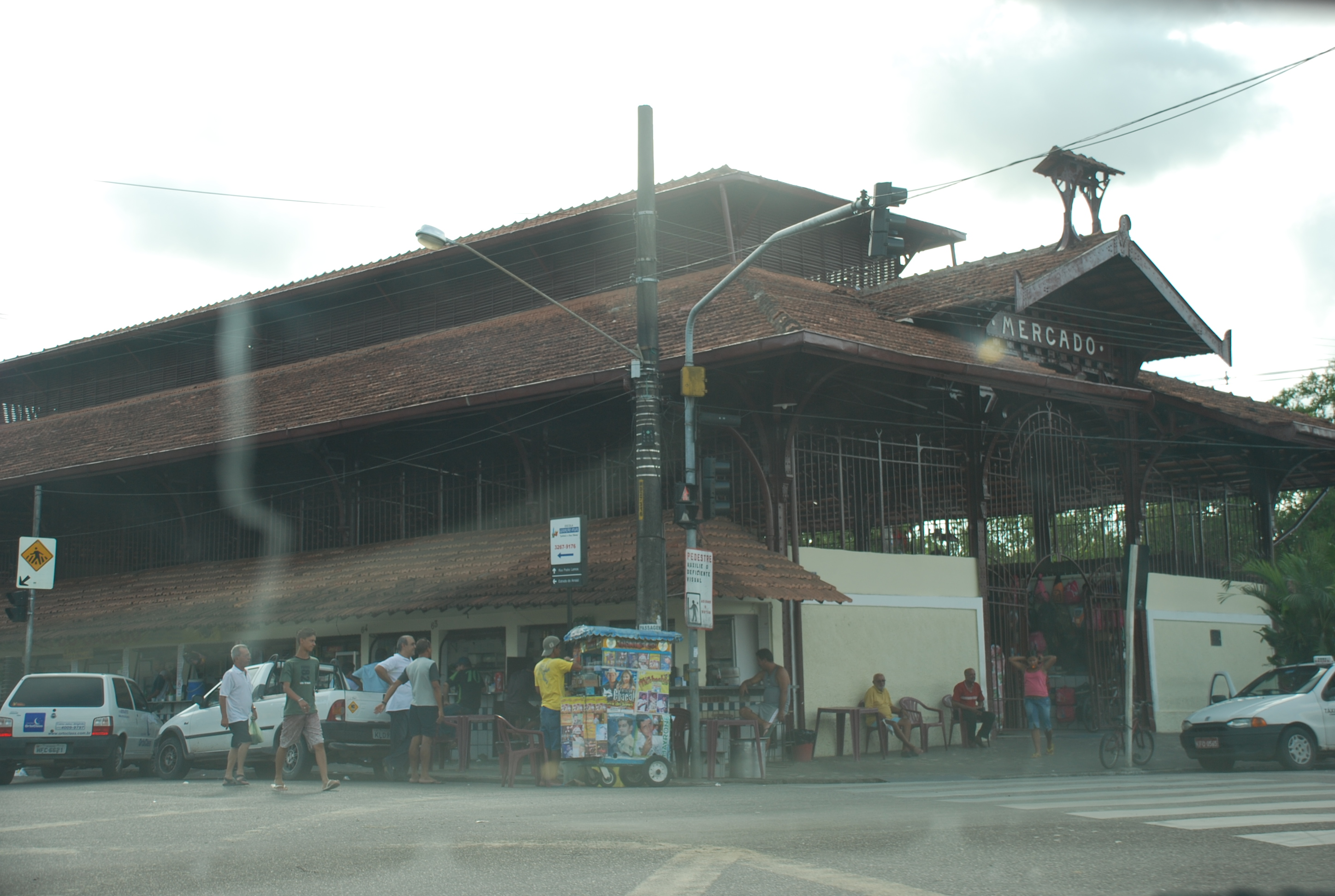
Mercado de Casa Amarela.

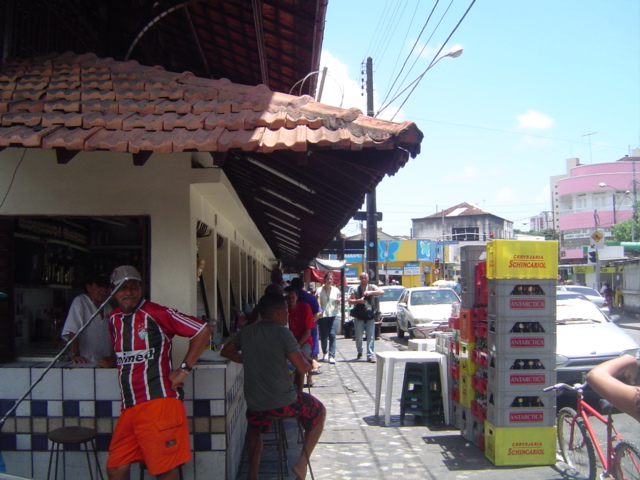
Detalhe dos bares e restaurantes populares que ficam abertos 24 horas.

Fica localizado no início da Feira livre de Casa Amarela, a maior feira livre do Recife, na esquina da Rua Padre Lemos com a Estrada do Arraial.
Em sua parte externa há compartimentos que servem alimentação (bares e restaurantes populares) que são as principais atrações, funcionando as 24 horas do dia.
A oferta de produtos é diversificada, com a venda de carne de charque e queijo de coalho vindos do sertão, além de carnes, frios, peixes e crustáceos, armarinhos, ervas, flores e artesanato em palha e barro.

## Estrutura
O mercado foi construído com estrutura totalmente de ferro, com cobertura de telhas francesas. O material para sua construção foi remanescente do Mercado da Caxangá, que havia sido desmontado em 1928.

## Anexo
Em 1982 foi construído um anexo, para comportar comerciantes que já não encontravam compartimentos no mercado original e estavam ocupando áreas externas do mesmo.

## Mais informações
- Mercado de Casa Amarela, um espaço de valor sentimental
- A arte como instrumento potencializador de educação ambiental no mercado público de Casa Amarela